# Museo de Arte Contemporáneo de Gante
El S.M.A.K. (en neerlandés: Stedelijke Museum voor Actuele Kunst) o Museo Municipal de Arte Contemporáneo de Gante (Bélgica) abrió sus puertas en 1999 con la intención de mostrar al público las nuevas tendencias contemporáneas en el mundo del arte, que ya no tenían cabida en el antiguo Museo de Bellas Artes de la ciudad. 
Está situado en Citadelpark, un parque al sur de Gante, y justo enfrente del actual Museo de Bellas Artes de la ciudad (MSK o Museum voor Schone Kunsten).
El museo posee alrededor de 2000 obras de artistas nacionales e internacionales, relacionadas con los movimientos artísticos que fueron surgiendo a partir de la segunda mitad del siglo XX, tales como el arte conceptual, el arte povera, el minimalismo o el pop art.

## Historia
La "Asociación de Museos de Arte Contemporáneo" fue fundada el 8 de noviembre de 1957 por Karel Geirlandt, con el objetivo de crear un museo independiente que se centrara en las tendencias artísticas contemporáneas. En 1975 se crea el Museo de Arte Contemporáneo de Gante, primer museo belga dedicado al arte contemporáneo, y se aloja en el Museo de Bellas Artes de aquella época.
En 1996, el museo se traslada a su ubicación actual, un antiguo recinto ferial reformado, justo en frente de donde había estado hasta ese momento.
En 1999 se inaugura y abre, por fin, sus puertas al público con el nuevo nombre de S.M.A.K. o Steledijke Museum voor Actuele Kunst (Museo Municipal de Arte Contemporáneo).
Los actuales directores son Philippe Van Cauteren (director artístico) y Sven Jacobs (director financiero).

## Colección
El museo tiene obras de artistas de renombre nacional e internacional, que recorren los distintos movimientos artísticos surgidos desde 1945 (movimiento CoBra, arte povera, arte conceptual, minimalismo, pop art...).
El S.M.A.K. incluye trabajos de Art & Language, Joseph Beuys, David Hammons, Thomas Schütte, Panamarenko, Marcel Broodthaers, Thierry De Cordier, Luc Tuymans  y  Andy Warhol, entre otros. La colección permanente se encuentra siempre en relación con las exposiciones temporales que el museo realiza cada poco tiempo.
Pero este museo no sólo muestra el trabajo de artistas de consagrada trayectoria, los jóvenes artistas de las academias de arte de la ciudad también tienen la oportunidad de mostrar sus creaciones a través de la exposición "Coming People", que se realiza cada año.